# El muerto y ser feliz
Pour plus de détails, voir Fiche technique et Distribution.
El muerto y ser feliz est un road movie hispano-franco-argentin coécrit et réalisé par Javier Rebollo et sorti en 2013.

## Synopsis
À Buenos Aires, un Espagnol exilé et mourant (Sacristán), ancien tueur à gages, entreprend un périple vers le Nord...

## Fiche technique
- Titre original : El muerto y ser feliz
- Titre français :
- Titre québécois :
- Réalisation : Javier Rebollo
- Scénario : Lola Mayo, Javier Rebollo et Salvador Roselli
- Direction artistique :
- Décors : Miguel Ángel Rebollo
- Costumes : Marisa Urruti
- Montage : Ángel Hernández Zoido
- Musique :
- Photographie : Santiago Racaj
- Son :
- Production : Luis Miñarro et Damián París
- Sociétés de production : Noodles Productions, en association avec la SOFICA Cinémage 6
- Sociétés de distribution :
- Pays d’origine :  Espagne/ France/ Argentine
- Budget :
- Langue : espagnol
- Durée : 92 minutes
- Format : couleur - 16 mm - 2.35:1 -  Son Dolby numérique
- Genre : road movie
- Dates de sortie :
- Espagne : 22 septembre 2012 (festival de Saint-Sébastien)
  -  Espagne : 11 janvier 2013

## Distribution
- José Sacristán : Santos
- Roxana Blanco : Erika
- Jorge Jellinek : le grand homme
- Lisa Caligaris : Alejandra
- Valeria Alonso
- Carlos Lecuona : le père d'Érika

## Distinctions

### Récompenses
- 2012 : Prix FIPRESCI du meilleur réalisateur au Festival de Saint-Sébastien
- 2012 : Coquille d'Argent du meilleur acteur pour José Sacristán au Festival de Saint-Sébastien
- 2013 : Prix Goya du meilleur acteur pour José Sacristán